# Паскы-Арык
Паскы-Арык (кирг. Паскы-Арык) — село в Баткенском районе Баткенской области Кыргызстана. Входит в состав айылного аймака Самаркандек.

## География
Село расположено в центральной части области, к западу от реки Исфара, на расстоянии приблизительно 21 километра (по прямой) к западо-юго-западу от города Баткена, административного центра области и района. Абсолютная высота — 1110 метров над уровнем моря.

## Население
Согласно оценочным данным Национального статистического комитета Кыргызской Республики, численность населения села на начало 2023 года составляла 2497 человек.
| год     | 2009 | 2014 | 2015 | 2020 | 2021 | 2023 |
| ------- | ---- | ---- | ---- | ---- | ---- | ---- |
| человек | 2461 | 2852 | 2950 | 2431 | 2460 | 2497 |